# Deltomerodes
Deltomerodes is een geslacht van kevers uit de familie van de loopkevers (Carabidae). De wetenschappelijke naam van het geslacht is voor het eerst geldig gepubliceerd in 1992 door Deuve.

## Soorten
Het geslacht Deltomerodes omvat de volgende soorten:
- Deltomerodes chulii J. Schmidt, 1995
- Deltomerodes grilli J. Schmidt et Hartmann, 1998
- Deltomerodes kryzhanovskii Zamotajlov, 1999
- Deltomerodes memorabilis Deuve, 1992
- Deltomerodes miroshnikovi Zamotajlov, 1999
- Deltomerodes murzini Zamotajlov, 1999
- Deltomerodes nepalensis J. Schmidt, 1994
- Deltomerodes schawalleri J. Schmidt, 1998
- Deltomerodes schmidti Zamotajlov, 1999
- Deltomerodes sciakyi J. Schmidt, 1996
- Deltomerodes stenomus Andrewes, 1936
- Deltomerodes wrasei Zamotajlov, 1999
- Deltomerodes zolotichini Zamotajlov, 1999